# Odostomia edmondi
Odostomia edmondi är en snäckart som beskrevs av Jordan 1920. Odostomia edmondi ingår i släktet Odostomia och familjen Pyramidellidae. Inga underarter finns listade i Catalogue of Life.